# Державна премія УРСР імені Тараса Шевченка — лауреати 1977 року
Державні премії УРСР імені Тараса Шевченка в галузі літератури, журналістики, мистецтва і архітектури 1977 року були присуджені спільною Постановою Центрального Комітету Компартії України і Ради Міністрів Української РСР № 110 від 6 березня 1977 р. за поданням Комітету по Державних преміях Української РСР імені Т. Г. Шевченка.

## Список лауреатів
| Галузь                             | Лауреат | Обґрунтування |
| ---------------------------------- | --- | --- |
| Література                         | Коломієць Олексій Федотович | за драматичну дилогію «Голубі олені» і «Кравцов». |
| Література                         | Павличко Дмитро Васильович | за збірку поезій «Любов і ненависть». |
| Журналістика                       | Давидзон Яків Борисович | за фотокореспонденції, у яких відображено бойові подвиги і трудову діяльність радянських людей, та фотопортрети передовиків народного господарства, науки і культури. |
| Журналістика                       | Клюненко Андрій Степанович Рєпін Володимир Борисович Щербак Іван Петрович Фріман Абрам Якович Шерстюк Олександр Савич                                                                     | за книгу нарисів «Днепровские огни». |
| Образотворче мистецтво архітектури | Агібалов Василь Іванович Рик Яків Йосипович Овсянкін Михайло Федорович Світлорусов Сергій Гаврилович Алфьоров Ігор Олександрович Черкасов Ерік Юрійович Максименко Анатолій Олександрович | за пам'ятник на честь проголошення Радянської влади на Україні в м. Харкові.                                                                                          |
| Музика                             | Станкович Євген Федорович | за симфонію № З «Я стверджуюсь» на слова П. Г. Тичини. |
| Концертно-виконавська діяльність   | Артисти заслуженого ансамблю УРСР, струнного квартету імені М. В. Лисенка: Баженов Анатолій Іванович Скворцов Борис Дмитрович Холодов Юрій Борисович Краснощок Леонтій Антонович          | за концертні програми 1974—1976 рр. |
| Кінематографія                     | Биков Леонід Федорович — режисер-постановник і виконавець головних ролей | за фільми «В бій ідуть тільки «старики» і «Ати — бати, йшли солдати».                                                                                                 |